# Lubnik
Lubnik je 1025 mnm visok vrh, ki se strmo dviguje nad vstopom v dolino Selške Sore, zahodno od Škofje Loke. Predstavlja najvzhodnejši vrh v nizu vrhov Škofjeloškega hribovja. Hkrati je z višino 1025 mnm eden višjih vrhov v tem pogorju. Leži le nekaj kilometrov zahodno od Škofje Loke, kar mu daje značaj naravne pregrade, ki varuje mesto pred zahodnimi vetrovi. Jugovzhodno se od njega odpira vstop v Poljansko, severovzhodno pa v Selško dolino. Preko grebena vzhodno od vrha poteka razvodnica med porečjem Poljanske in Sleške Sore. Gre za vrh z relativno veliko izolacijo, saj je na manjšem področju v okolici Škofje Loke praktično edini, ki sega v višino preko 1000 m.  Na vrhu stoji planinska koča, ki jo je leta 1932 zgradilo Škofjeloško planinsko društvo. V koči se od leta 2015 nahaja tudi avtomatski defibrilator. 
Na vrhu se odpira širok pogled na osrednjo Ljubljansko kotlino, Selško dolino, Križno goro, Kamniško-Savinjske Alpe, Julijske Alpe, Polhograjske dolomite in ostale vrhove predalpskega hribovja, med katerimi najbolj izstopata bližnja Stari in Mladi vrh ter Blegoš v ozadju.

## Galerija
- Planinski dom na vrhu Lubnika
- Pogled proti Polhograjskim dolomitom na jugu
- Pogled proti Staremu vrhu in Blegošu na zahodu
- Pogled z Lubnika proti vzhodu, Škofja loka v ospredju
- Trigonometrični steber
- Oznaka plastnice na višini 1000 mnm